# Bogosia grahami
Bogosia grahami là một loài ruồi trong họ Tachinidae.